# رينو كيجر
رينو كيجر هي سيارة كروس أوفر من إنتاج مجموعة رينو،تم الكشف عنها في يناير 2021، تم تصميمها وتصنيعها في الهند.